# Campionati mondiali di bob 2015
I Campionati mondiali di bob 2015 sono stati la sessantesima edizione della rassegna iridata del bob, manifestazione organizzata negli anni non olimpici dalla Federazione Internazionale di Bob e Skeleton; si sono tenuti dal 26 febbraio all'8 marzo 2015 a Winterberg, in Germania, sulla pista omonima, la stessa sulla quale si svolsero le competizioni iridate nel 1995 e, limitatamente alla gara femminile, anche nel 2000 e nel 2003. Sono state disputate gare in tre differenti specialità: nel bob a due uomini, nel bob a due donne e nel bob a quattro.
Le vittorie sono state conquistate nel bob a due uomini dal pilota tedesco Francesco Friedrich, al suo secondo trionfo iridato, insieme al frenatore Thorsten Margis, nella gara femminile dal team statunitense condotto da Elana Meyers-Taylor insieme alla frenatrice Cherrelle Garrett mentre la prova del bob a quattro ha visto il successo dell'equipaggio tedesco guidato da Maximilian Arndt, anch'egli al suo secondo trionfo iridato, insieme ai compagni Alexander Rödiger, Kevin Korona e Ben Heber.
Anche questa edizione dei mondiali, come ormai da prassi iniziata nella rassegna di Schönau am Königssee 2004, si è svolta contestualmente a quella di skeleton e proprio insieme agli atleti di quest'ultima disciplina è stato assegnato il titolo nella prova a squadre che ha visto trionfare la squadra tedesca.
Il 16 gennaio 2019 la IBSF confermò le sanzioni inflitte ad Aleksandr Kas'janov, Il'vir Chuzin e Aleksej Puškarëv in seguito alla vicenda doping emersa dopo le olimpiadi di Soči 2014, sospendendoli sino al 12 dicembre 2020 e escludendoli da tutti i risultati ufficiali ottenuti dal 14 febbraio 2014 sino a quella data, pertanto essi sono stati squalificati da tutti gli eventi a cui hanno preso parte in questa rassegna iridata.

## Risultati

### Bob a due uomini
La gara si è disputata dal 27 febbraio al 1º marzo nell'arco di quattro manches ed hanno preso parte alla competizione 33 compagini in rappresentanza di 19 differenti nazioni; campione uscente era l'equipaggio tedesco pilotato da Francesco Friedrich, che ha bissato il titolo ottenuto l'anno precedente insieme al frenatore Thorsten Margis, davanti alla coppia lettone composta da Oskars Melbārdis e Daumants Dreiškens ed a quella tedesca formata da Johannes Lochner e Joshua Bluhm, giunte pari merito in seconda posizione.
| Pos. | Atleti                              | Nazione       | Tempo   | Distacco |
| ---- | ----------------------------------- | ------------- | ------- | -------- |
|      | Francesco Friedrich Thorsten Margis | Germania      | 3'43"30 |          |
|      | Johannes Lochner Joshua Bluhm       | Germania      | 3'44"36 | +1"06    |
|      | Oskars Melbārdis Daumants Dreiškens | Lettonia      | 3'44"36 | +1"06    |
| 4    | Beat Hefti Alex Baumann             | Svizzera      | 3'44"52 | +1"22    |
| 5    | Won Yun-jong Seo Young-woo          | Corea del Sud | 3'44"69 | +1"39    |
| 6    | Uģis Žaļims Intars Dambis           | Lettonia      | 3'44"70 | +1"40    |
| 7    | Rico Peter Bror van der Zijde       | Svizzera      | 3'44"71 | +1"41    |
| 8    | Oskars Ķibermanis Vairis Leiboms    | Lettonia      | 3'45"08 | +1"78    |
| 9    | Richard Oelsner Eric Franke         | Germania      | 3'45"23 | +1"93    |
| 10   | Nico Walther Marko Hübenbecker      | Germania      | 3'45"26 | +1"96    |

### Bob a due donne
La gara si è disputata dal 26 al 28 febbraio nell'arco di quattro manches ed hanno preso parte alla competizione 17 compagini in rappresentanza di 9 differenti nazioni; campione uscente era l'equipaggio canadese pilotato da Kaillie Humphries, che ha concluso la prova al settimo posto insieme alla compagna Melissa Lotholz, ed il titolo è stato conquistato dalla statunitense Elana Meyers-Taylor insieme alla frenatrice Cherrelle Garrett davanti alle coppie tedesche composte rispettivamente da Anja Schneiderheinze ed Annika Drazek e da Cathleen Martini e Stephanie Schneider.
| Pos. | Atleti                                | Nazione     | Tempo   | Distacco |
| ---- | ------------------------------------- | ----------- | ------- | -------- |
|      | Elana Meyers-Taylor Cherrelle Garrett | Stati Uniti | 3'46"47 |          |
|      | Anja Schneiderheinze Annika Drazek    | Germania    | 3'46"90 | +0"43    |
|      | Cathleen Martini Stephanie Schneider  | Germania    | 3'47"53 | +1"06    |
| 4    | Stefanie Szczurek Erline Nolte        | Germania    | 3'48"04 | +1"57    |
| 5    | Jamie Greubel-Poser Lauren Gibbs      | Stati Uniti | 3'48"10 | +1"63    |
| 6    | Jazmine Fenlator Natalie Deratt       | Stati Uniti | 3'48"33 | +1"86    |
| 7    | Elfje Willemsen Sophie Vercruyssen    | Belgio      | 3'48"62 | +2"15    |
| 7    | Kaillie Humphries Melissa Lotholz     | Canada      | 3'48"62 | +2"15    |
| 9    | Maria Adela Constantin Andreea Grecu  | Romania     | 3'49"27 | +2"80    |
| 10   | Miriam Wagner Lisa-Marie Buckwitz     | Germania    | 3'49"37 | +2"90    |

### Bob a quattro
La gara si è disputata il 7 ed 8 marzo nell'arco di quattro manches ed hanno preso parte alla competizione 28 compagini in rappresentanza di 16 differenti nazioni; campione uscente era l'equipaggio tedesco pilotato da Maximilian Arndt, che ha bissato il titolo ottenuto l'anno precedente insieme ai compagni Alexander Rödiger, Kevin Korona e Ben Heber, davanti all'altro team tedesco condotto da Nico Walther insieme ad Andreas Bredau, Marko Hübenbecker e Christian Poser ed a quello lettone guidato da Oskars Melbārdis con Daumants Dreiškens, Arvis Vilkaste e Jānis Strenga; in questa occasione per la prima volta anche una donna ha preso parte alla competizione: è stata la pilota canadese Kaillie Humphries che con il suo equipaggio ha chiuso la gara in ventisettesima posizione.
| Pos. | Atleti                                                                 | Nazione     | Tempo   | Distacco |
| ---- | ---------------------------------------------------------------------- | ----------- | ------- | -------- |
|      | Maximilian Arndt Alexander Rödiger Kevin Korona Ben Heber              | Germania    | 3'34"89 |          |
|      | Nico Walther Andreas Bredau Marko Hübenbecker Christian Poser          | Germania    | 3'34"91 | +0"02    |
|      | Oskars Melbārdis Daumants Dreiškens Arvis Vilkaste Jānis Strenga       | Lettonia    | 3'35"01 | +0"12    |
| 4    | Francesco Friedrich Candy Bauer Martin Grothkopp Thorsten Margis       | Germania    | 3'35"06 | +0"17    |
| 5    | Lamin Deen Bob Simons Bruce Tasker Andrew Matthews                     | Regno Unito | 3'35"51 | +0"62    |
| 6    | Rico Peter Bror van der Zijde Thomas Amrhein Simon Friedli             | Svizzera    | 3'35"56 | +0"67    |
| 7    | Chris Spring Derek Plug Alexander Kopacz Lascelles Brown               | Canada      | 3'36"34 | +1"45    |
| 8    | Steven Holcomb Justin Olsen Carlo Valdes Samuel Michener               | Stati Uniti | 3'36"41 | +1"52    |
| 9    | Jan Vrba Dominik Suchý Dominik Dvořák Jakub Nosek                      | Rep. Ceca   | 3'36"58 | +1"69    |
| 10   | Nikita Zacharov Vasilij Kondratenko Kirill Antjuch Stanislav Neustroev | Russia      | 3'36"72 | +1"83    |

### Gara a squadre
La gara si è disputata il 1º marzo ed ogni squadra nazionale ha potuto prendere parte alla competizione con due formazioni; nello specifico la prova ha visto la partenza di uno skeletonista, di un equipaggio del bob a due femminile, di una skeletonista e di un equipaggio del bob a due maschile per ognuna delle 10 formazioni, che hanno gareggiato ciascuno in una singola manche; la somma totale dei tempi così ottenuti ha laureato campione la squadra tedesca di Axel Jungk, Cathleen Martini, Lisette Thöne, Tina Hermann, Francesco Friedrich e Martin Grothkopp davanti a quella dei connazionali composta da Christopher Grotheer, Anja Schneiderheinze, Franziska Bertels, Anja Selbach, Johannes Lochner e Gregor Bermbach e da quella canadese formata da Dave Greszczyszyn, Kaillie Humphries, Kate O'Brien, Elisabeth Vathje, Justin Kripps e Alexander Kopacz.
| Pos. | Squadra        | Atleti | Tempo   | Distacco |
| ---- | -------------- | --- | ------- | -------- |
|      | Germania I     | Axel Jungk Cathleen Martini / Lisette Thöne Tina Hermann Francesco Friedrich / Martin Grothkopp                                  | 3'48"83 |          |
|      | Germania II    | Christopher Grotheer Anja Schneiderheinze / Franziska Bertels Anja Selbach Johannes Lochner / Gregor Bermbach                    | 3'49"27 | +0"44    |
|      | Canada         | Dave Greszczyszyn Kaillie Humphries / Kate O'Brien Elisabeth Vathje Justin Kripps / Alexander Kopacz                             | 3'50"01 | +1"18    |
| 4    | Stati Uniti I  | Matthew Antoine Elana Meyers-Taylor / Cherrelle Garrett Anne O'Shea Steven Holcomb / Adrian Adams                                | 3'50"36 | +1"53    |
| 5    | Austria        | Matthias Guggenberger Christina Hengster / Sanne Dekker Janine Flock Benjamin Maier / Christian Smetana                          | 3'50"62 | +1"79    |
| 6    | Stati Uniti II | Kyle Tress Jamie Greubel-Poser / Lauren Gibbs Megan Henry Nick Cunningham / James Reed                                           | 3'51"10 | +2"27    |
| 7    | Regno Unito    | Dominic Edward Parsons Victoria Olaoye / Lucy Onyeforo Laura Deas Lamin Deen / Simeon Williamson                                 | 3'51"90 | +3"07    |
| 8    | Romania        | Dorin Dumitru Velicu Maria Adela Constantin / Andreea Grecu Maria Marinela Mazilu Dorin Alexandru Grigore / Florin Cezar Crăciun | 3'52"08 | +3"25    |
| 9    | Russia II      | Sergej Čudinov Nadežda Sergeeva / Julija Šokšueva Julija Kanakina Aleksej Stul'nev / Vasilij Kondratenko                         | 3'53"43 | +4"60    |
| DSQ  | Russia I       | Aleksandr Tret'jakov Aleksandra Rodionova / Nadežda Paleeva Marija Orlova Aleksandr Kas'janov / Il'vir Chuzin                    | 3'49"36 | +0"53    |

## Medagliere
| Posizione | Nazione     | Oro | Argento | Bronzo | Totale |
| --------- | ----------- | --- | ------- | ------ | ------ |
| 1         | Germania    | 3   | 4       | 1      | 8      |
| 2         | Stati Uniti | 1   | 0       | 0      | 1      |
| 3         | Lettonia    | 0   | 0       | 2      | 2      |
| 4         | Canada      | 0   | 0       | 1      | 1      |
| Totale    | Totale      | 4   | 5       | 3      | 12     |